# Писанке
Писанке (укр. писанки) или писанка (укр. писанка) се зове декорирано васкршње јаје и један је од симбола Украјине. Назив је довила по глаголу писати (јаја су пописана са пчелињим воском). Писанка је данас чести сувенир из Украјине.

## Музеј писанка
У украјинском граду Каломија налази се музеј писанки, смештен у једну велику писанку (јаје). 